# Östra Ljungby kyrka
Östra Ljungby kyrka är en kyrkobyggnad i Klippans kommun. Den är församlingskyrka i Östra Ljungby församling, Lunds stift.

## Kyrkobyggnaden
En tidigare kyrka på platsen uppfördes på medeltiden och försågs 1841 med torn. Nuvarande kyrka uppfördes vid slutet av 1850-talet efter ritningar av arkitekterna Anders Håkansson Haf och Ludvig Hedin. Tornet från föregående kyrka behölls. Kyrkan har en stomme av gråsten och består av långhus med kor i öster och torn i väster. Öster om koret finns en utbyggd femsidig sakristia. Yttertaken täcks av kopparplåt. Tornet kröns med sluten lanternin som är kopparklädd. Kyrkorummet täcks av ett trätunnvalv.

## Inventarier
- Dopfunten av sandsten är från 1200-talet. Funten har en rund cuppa och är smyckad med repstav. Tillhörande dopfat i mässing är från senare delen av 1500-talet.
- Predikstolen är från 1600-talet. På korgens bildfält finns snidade evangelistfigurer.
- Altartavlan är en oljemålning utförd av J. Westfelt-Eggertz. Målningen kallas Christus Consolator (Kristus Tröstaren) och är en kopia av en tavla i Hörups kyrka utförd av dansken Carl Bloch.
- Nuvarande orgel med fasad tillkom 1929. Orgelläktaren är från 1861. Tidigare orgelläktare som utfördes av Petter Norrman 1707, som köptes in 1861 från Osby kyrka, är numera placerad i koret.

### Orgel
- 1861 flyttades en orgel hit från Osby kyrka. Orgeln byggdes 1707 av Johan Georg Amdor, Ystad och är en mekanisk orgel. Orgeln renoverades 1968 av Anders Persson Orgelbyggeri, Viken, Höganäs kommun. Orgeln finns idag bevarad.

| Manual        |
| Gedakt 8'     |
| Principal 4'  |
| Täckflöjt 4'  |
| kvinta 2 2/3' |
| Oktava 2'     |
| Ters 1 3/5'   |
| Kvint 1 1/3'  |
| Mixtur II     |

- 1929 byggdes en orgel av A. Magnussons Orgelbyggeri AB, Göteborg och är en pneumatisk orgel. Orgeln har fria kombinationer och fasta kombinationer. Den har en gemensam svällar för hela orgeln. Orgeln finns idag bevarad.

| Manual I            | Manual II       | Pedal         | Koppel   |
| Borduna 16´         | Basetthorn 8´   | Subbas 16´    | I/P      |
| Principal 8´        | Rörflöjt 8'     | Violoncell 8' | II/P     |
| Flûte harmonique 8' | Salicional 8'   |               | II/I     |
| Gamba 8'            | Eolin 8'        |               | II 16'/I |
| Oktava 4'           | Voix celeste 8' |               | II 4'/I  |
| Cornett 3 chor      | Gemshorn 4'     |               |          |
| Trumpet 8'          |                 |               |          |

### Webbkällor
- Östra Ljungby församling informerar